# 常国隆
常國 隆（つねくに たかし、1918年（大正7年）5月19日 - 1997年（平成9年）6月22日）は、二級滑空士であり、元グライダー日本記録保持者。戦後、帝産グループの取締役などを歴任した。

## 経歴
父は常國稚英、母光代の長男として、岡山県後月郡井原町中町に生まれる。昭和12年、大日本青年航空団第二空軍に応募、合格。大日本航空青年団は、第二空軍（軍用機パイロットなどの養成を目的とした航空団）であり、井上幾太郎陸軍大将を団長に、堀丈夫中将を副団長として、陸軍、海軍、民間、学術の航空権威者を集め、優秀な人材育成を目指した組織であった。
1937年（昭和12年）8月、第1回霧ヶ峰訓練大会に参加し、1938年（昭和13年）5月の滑空機中級訓練長野大会や同年6月の西部訓練大会都城訓練大会に参加した。同年7月には、新潟中越飛行場青年航空団訓練大会教官として参加し、同年8月、第1回日本学生グライダー訓練競技大会に教官として参加した。同年9月、アカシヤグライダー製作所に研修生として入社。初級機中級機髙級機の製作に参加。巻雲2型ソアラー試作、地上練習機製作に参加した。同年11月、日本帆走飛行聯盟侑津訓練髙級機による訓練終了。航空局発行の第98号の二級滑空士免状を習得。
1939年（昭和14年）美津濃グライダー製作所に入社し、初級機、中級機の製作、販売、命名式出席、指導等を行う。1941年（昭和16年）1月26日、生駒山より美津濃301型ソアラーに搭乗して日本新記録（飛行時間10時間33分30秒、高度3600m）を樹立する。この時のサポートメンバーの一人に島本真がいる。しかし新記録達成の約2時間後の午後7時50分、金光漢による11時間40分の日本新記録で記録を塗り替えられた。同年2月7日、金光の記録は河辺忠夫によって再度塗り替えられた。1942年（昭和17年）7月、福田・前田軽飛行機製作所に前田からの要請により入社。光式プライマリー、セコンダリー、ソアラー3.1型六甲3型、光式モーターグライダーの製作・検査などに携わった。軍輸送用大型滑空機の試作製作にも参加し、軍納入初級機を製作し、松本工場に納入した。同社は日産輸送飛行機株式会社となる。
1943年（昭和18年）9月、前田航研社長に招かれて前田航研工業に入社。高級機の製作や大型軍輸送機製作を行う。1944年（昭和19年）5月、九州大学の佐藤博と前田社長の勧めで、帝産航空比島支社付となる。同年6月、馬尼刺陸軍航空廠付となるが大型輸送機が到着せず、落下タンクの修理や航空部品の製作・納入を行う。戦火が激しくなると、戦闘機の偽装機の作成を行った。1945年1月、戦況が悪化したため、第18航空船舶廠と同道し、同年9月アメリカ軍に投降し、P.O.Wとなる。1946年12月、佐世保港に引き揚げ、翌1947年1月26日早朝に自宅へ帰宅した。
戦後は、帝産オート株式会社社長石川博資の誘いを受けて上京し、同社の永田町営業所に勤務した。同社では整備課長、観光課長、営業課長にはじまり、常務取締役、専務取締役、代表取締役、帝産オート株式会社取締役東京支店長、帝産運送代表取締役などを歴任した。1974年に同社を退職。
1997年6月22日没（享年80歳）。